# Lista över Östtysklands regeringschefer
Detta är en lista över den Tyska demokratiska republikens regeringschefer mellan 1949 och 1990.

## Östtysklands ministerrådsordföranden
| Bild | Namn                           | Tillträdde        | Avgick            | Politiskt parti |
| ---- | ------------------------------ | ----------------- | ----------------- | --------------- |
|      | Otto Grotewohl (1894–1964)     | 12 oktober 1949   | 21 september 1964 | SED             |
|      | Willi Stoph (1914–1999)        | 21 september 1964 | 3 oktober 1973    | SED             |
|      | Horst Sindermann (1915–1990)   | 3 oktober 1973    | 29 oktober 1976   | SED             |
|      | Willi Stoph (1914–1999)        | 29 oktober 1976   | 13 november 1989  | SED             |
|      | Hans Modrow (född 1928)        | 13 november 1989  | 12 april 1990     | SED PDS         |
|      | Lothar de Maiziere (född 1940) | 12 april 1990     | 2 oktober 1990    | CDU             |